# LIII. Armeekorps (Wehrmacht)
Das LIII. Korps war ein Armeekorps der deutschen Wehrmacht im Zweiten Weltkrieg.

## Geschichte

### 1. Formation
Das Generalkommando wurde am 15. Februar 1941 im Wehrkreis XVIII (Salzburg) bei der Wehrersatzinspektion Innsbruck aufgestellt. Im Krieg gegen die Sowjetunion wurde das Korps unter General der Infanterie Weisenberger nach Anlaufen der Operation Barbarossa im Juni 1941 im Abschnitt der 4. Armee als Reserve eingesetzt. Unterstellt waren zunächst die 45., 52. und 167. Infanterie-Division.
Anfang Juli 1941 wurde das Generalkommando dem XXXXVI.  mot. AK. (General der Panzertruppe von Vietinghoff) beim Vorstoß zur Beresina nachgeführt. Anfang August 1941 wurde das Korps im Raum Bobruisk der 2. Armee (Generaloberst von Weichs) unterstellt und griff am 14. August den von den Sowjets am Westufer des Dnjepr gehaltenen Brückenkopf bei Shlobin und Rogatschew an. Im September fungierte das Generalkommando als Heeresgruppenreserve der Heeresgruppe Mitte, dem Korps wurde dafür die 52., 162. und 252. Infanterie-Division zugeteilt. Während der Operation Taifun (Oktober 1941) noch bei der 2. Armee eingesetzt, waren dem auf Brjansk vorgehenden Korps die 56., 167. und 112. Infanterie-Division unterstellt. Bis Dezember 1941 im östlichen Frontbogen von Tula angreifend, wurde das Generalkommando durch die Gegenoffensive der sowjetischen 61. Armee (General Popow) bis Januar hinter die Oka nach Bjelew zurückgedrängt, zeitweilig war die Verbindung zum nördlicher stehenden XXXXIII. Armeekorps durch sowjetische Truppen völlig unterbrochen.
Von November 1941 bis August 1943 unterstand das Korps ununterbrochen der 2. Panzerarmee im Raum Orel–Brjansk. General der Infanterie Gollwitzer übernahm im Juni 1943 die Führung des im Raum Bolchow stehenden Korps. Während der Orjoler Operation (Juli 1943) waren dem Kommando die 208., 211., 293. Infanterie- und 25. Panzergrenadier-Division unterstellt. Am 12. Juli wurde die Front des LIII. Armeekorps zwischen Schisdra und der Oka durch eine sowjetische Offensive aufgerissen, das rechts stehende XXXV. Armeekorps (General Rendulic) musste an die Optucha zurückweichen. Der Oka-Abschnitt samt dem Frontbogen von Orel musste aufgegeben werden. Nach dem Rückzug kam das Generalkommando zur 3. Panzerarmee im Raum Witebsk, wo es die Truppen des nach Italien verlegten II. Luftwaffenfeldkorps übernahm.
Die 1. Baltische Front griff am 22. Juni in der Operation Bagration mit der 6. Garde- und der 43. Armee die Front der 3. Panzerarmee aus den Raum nordwestlich von Witebsk an, während aus dem Südosten der Stadt die 3. Weißrussische Front mit der 39. und 5. Armee nach Westen durchbrach. Dabei wurde das LIII. Armeekorps in Witebsk eingeschlossen, worauf die Stadt von Hitlers zur „Festung“ erklärt wurde. General der Infanterie Gollwitzer befahl am 25. Juni entgegen der Führerweisung den Ausbruch, der aber an der Gegenwehr der überlegenen sowjetischen Truppen bis zum 27. Juni vollständig scheiterte. Die unterstellte 206. und 246. Infanterie-Division wurden dabei vernichtet oder gerieten in Gefangenschaft. Eine separate Gruppe der 4. Luftwaffen-Felddivision wurde in den Wäldern bei Ostrowno aufgerieben. Reste ausgebrochener Kader und Einheiten wurden zur Aufstellung des XII. SS-Armeekorps herangezogen.

### 2. Formation
Erneut aufgestellt wurde das Generalkommando am 11. November 1944 bei Danzig im Wehrkreis XX unter Verwendung des Generalkommandos von Rothkirch (vormals Befehlshaber des Rückwärtigen Heeresgebietes Mitte) sowie von Teilen der Korpstruppen des LIV. Armeekorps. Zum Einsatz kam das Korps ab Dezember 1944 an der Westfront, zunächst bei der 7. Armee im Raum Trier und ab April 1945 bei der Armeeabteilung Lüttwitz im Ruhrkessel. Anfang März waren dem Generalkommando die 176., die Reste der 326. und die 340. Volks-Grenadierdivision unterstellt. Der letzte Kommandierende General, Generalleutnant Fritz Bayerlein, kapitulierte am 15. April 1945 bei Menden im Sauerland mit den Resten seines Korps gegenüber amerikanischen Truppen.

## Personen

### Kommandierende Generale
- General der Infanterie Karl Weisenberger (15. Februar bis 1. Dezember 1941)
- General der Infanterie Walther Fischer von Weikersthal (1. Dezember 1941 bis 25. Januar 1942)
- General der Infanterie Erich-Heinrich Clößner (25. Januar 1942 bis 22. Juni 1943)
- General der Infanterie Friedrich Gollwitzer (22. Juni 1943 bis 26. Juni 1944) (nach Gefangennahme Mitglied des Nationalkomitee Freies Deutschland)[2]

- General der Kavallerie Edwin Graf von Rothkirch und Trach (11. November 1944 bis 6. März 1945)
- Generalleutnant Walter Botsch (6.–24. März 1945)
- Generalleutnant Fritz Bayerlein (24. März bis 15. April 1945)